# Еган Берналь
Еган Арлей Берналь Гомес (ісп. Egan Arley Bernal Gómez; нар. 13 січня 1997 в Сіпакірі, Колумбія) — колумбійський професійний шосейний велогонщик, який виступає з 2018 року за команду світового туру «Team Sky». Чемпіон Колумбії 2018 року в індивідуальній гонці.
Став першим колумбійцем і південноамериканцем, який виграв Тур де Франс в 2019 році. Крім того, вигравши престижну багатоденку у віці 22 років, Берналь став наймолодшим переможцем «Великої петлі» за останні сто років — попереднім рекордсменом був Анрі Корне, який виграв Тур у віці 19 років у 1904 році. Загалом у списку наймолодших переможців Туру Еган посідає третє місце.

## Досягнення

### Шосе
2016
1-й  загальн Тур Біхора
1-й  Молодіжна класифікація
1-й — Етап 1
1-й  Молодіжна класифікація Тур Альп
1-й  Молодіжна класифікація Тиждень Коппі і Барталі
1-й  Молодіжна класифікація Тур Словенії
2017
1-й  Очкова класифікація
1-й  Молодіжна класифікація
1-й — Етапи 2 і 3
1-й  Тур Савої-Монблана
1-й  Очкова класифікація
1-й  Молодіжна класифікація
1-й — Етапи 2 і 4 (ІГ)
1-й  Тур де л'Авенір
1-й — Етапи 7 і 8
2-й Джиро дель Аппенніно
3-й Меморіал Марко Пантані
1-й  Молодіжна класифікація Тиждень Коппі і Барталі
1-й  Молодіжна класифікація Джиро ді Тоскана
1-й  Молодіжна класифікація Тур Альп
1-й  Молодіжна класифікація Вуельта Сан-Хуана
2018
1-й Чемпіонат Колумбії в індивід. гонці
1-й  Тур Каліфорнії
1-й  Молодіжна класифікація
1-й — Етапи 2 і 6
1-й  Колумбія Оро і Пас
1-й  Гірська класифікація
1-й  Молодіжна класифікація
2-й Тур Романдії
1-й  Молодіжна класифікація
1-й — Етап 3 (ІГ)
6-й Тур Даун Андер
1-й  Молодіжна класифікація
2019
Тур де Франс
1-й  Генеральна класифікація
1-й  Молодіжна класифікація
Париж — Ніцца
1-й  Генеральна класифікація
1-й  Молодіжна класифікація
Гран П'ємонте
3-й Чемпіонат Колумбії в індивід. гонці
3-й Вуельта Каталонії
4-й Тур Колумбії
2021
Джиро д'Італія
1-й  Генеральна класифікація
1-й  Молодіжна класифікація
|}